# Alastor (serie de romane)
Alastor Cluster - Roiul stelar Alastor este locul fictiv în care are loc acțiunea din trei romane ale scriitorului american Jack Vance: Trullion: Alastor 2262, Marune: Alastor 933 și Wyst: Alastor 1716, fiecare numit după o planetă-lume din roi. Vance a planificat un al patrulea roman Pharism: Alastor 458, dar nu a fost scris niciodată. 
Acesta este un roi stelar globular pe care Vance îl descrie ca pe o „o spirală de treizeci de mii de stele vii într-un volum neregulat cu douăzeci până la treizeci de ani lumină în diametru”   Roiul Alastor face parte din universul fictiv mai mare Gaean Reach al lui Vance. 
Trei mii din sistemele stelare din roi sunt locuite de cinci trilioane de oameni. Vance le descrie ca având „puține în comun, cu excepția lipsei lor de uniformitate”.  Ele sunt conduse laissez-faire de Connatic - Oman Ursht, din „a șaisprezecea dinastie Idită”.  Motto-ul său este „când ai dubii, nu faci nimic”. 
Palatul lui Connatic, Lusz, de pe planeta Numenes,  se ridică „la zece mii de metri deasupra mării pe cinci stâlpi mari” și conține camere dedicate fiecărei planete locuite. Forța sa militară, Whelm, este numită așa pentru utilizarea forței sale militare copleșitoare pentru a aduce victoria. În maniera lui Harun al-Rashid din O mie și una de nopți, el merge printre oamenii săi deghizat: acționând adesea sub un pseudonim sub pretextul că este un oficial al propriului său guvern. Personajul său acționează ca un deus ex machina, legând între ele seria de romane. 